# Bercy Slegers
Pour les articles homonymes, voir Slegers.
Bercy Slegers, née le 13 mai 1976 à Poperinge est une femme politique belge flamande, membre du CD&V.
Elle est licenciée en sciences politiques à l'UGent; 
Master européen en Sciences du Travail à l'UCL.

## Fonctions politiques
- Membre du cabinet d'Yves Leterme (2004-2007), ensuite secrétaire politique de Hilde Crevits (2007-)
- Conseiller provincial de Flandre-Occidentale (2006-)
- Échevine de Wervik (2007-)
- Députée fédérale du 7 décembre 2011 au 25 mai 2014 en remplacement de Hendrik Bogaert, secrétaire d'État, empêché.